# Slag bij Arras (1940)

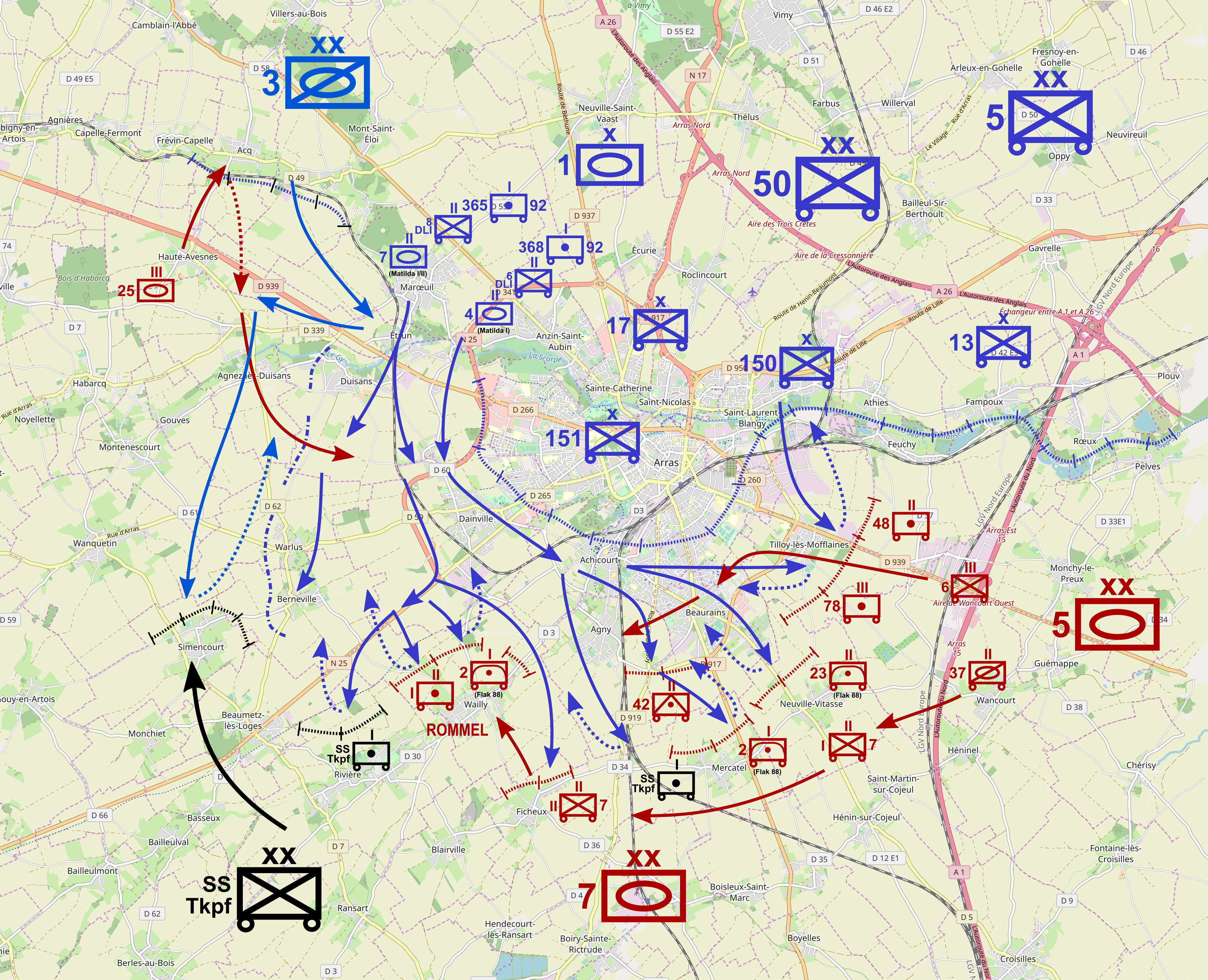
Diagram van de actie bij Arras: Fransen in blauw, Britten donkerblauw, Duitsers in rood, SS in zwart

De Slag bij Arras was een tegenaanval van de geallieerden met tanks op 21 mei 1940 (in de Tweede Wereldoorlog) bij Arras. De aanval was strategisch belangrijk vanwege het effect op de Duitse legerleiding, die uit schrik het offensief pauzeerde: hierdoor werd de evacuatie bij Duinkerke mogelijk.

## Achtergrond
Het Duitse offensief tegen Nederland, België en Frankrijk in mei 1940 was heel succesvol, vanwege 1) luchtoverwicht, 2) goede communicatie (radio) en 3) de tactiek waarbij tanks geconcentreerd werden ingezet.
De geallieerden probeerden telkens een verdedigingslinie te houden, die dan telkens door een Duitse pantsereenheid doorbroken werd, waarna de geallieerden zich gedwongen zagen terug te vallen op een andere, achterliggende verdedigingslinie. Dit leidde ertoe dat veel geallieerde troepen niet of zelden vochten maar voortdurend bezig waren stellingen te betrekken (of te bouwen) en dan weer het bevel kregen terug te vallen. Dit leidde tot desorganisatie en demoralisatie van de troepen.

## Het treffen

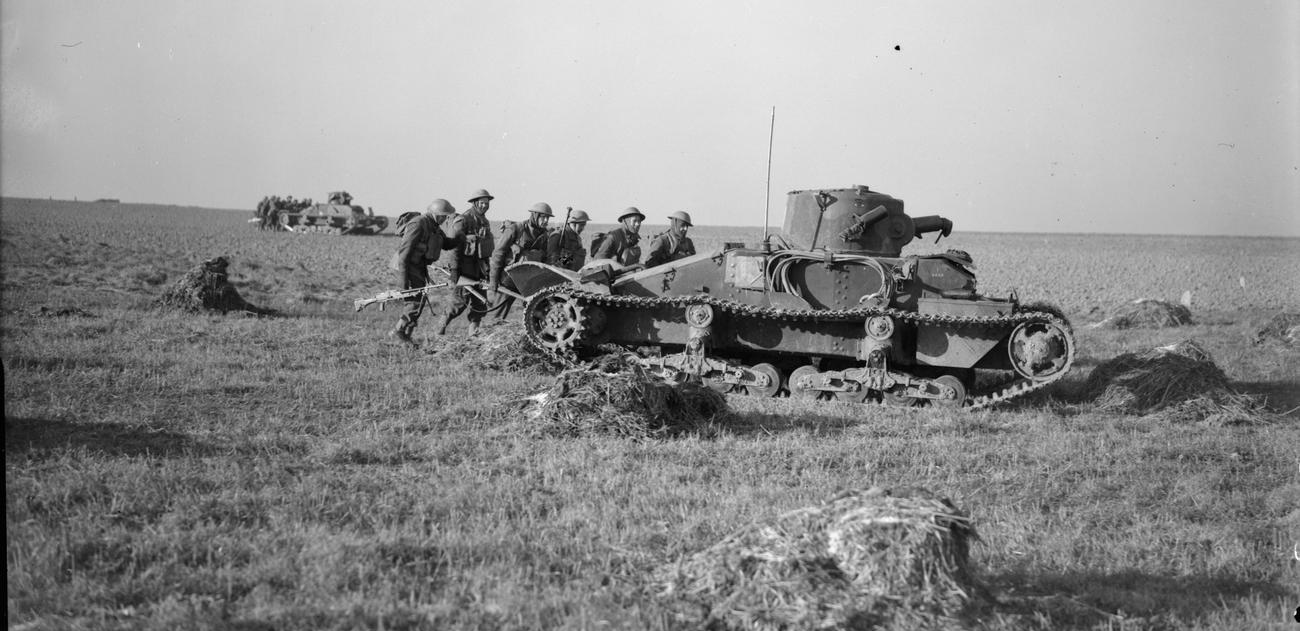
Matilda I (januari 1940 in Frankrijk)

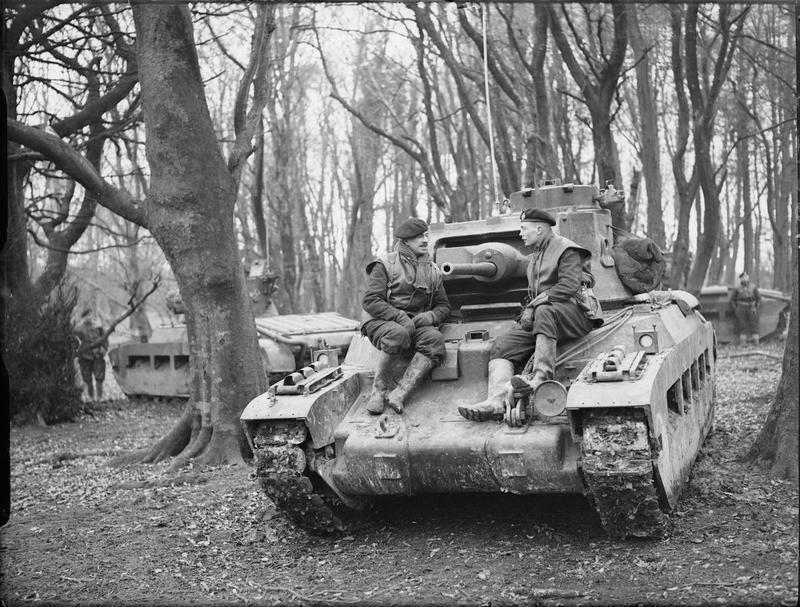
Matilda II (december 1940 in VK)

De Duitse 7e Panzer Divisie  had Cambrai ingenomen en trok op rond Arras richting de bruggen over de Scarpe bij Acq. Het tankelement was daarbij vooruitgetrokken. Het waren dus eigenlijk de lichter bewapende troepen en diverse achterhoede-elementen die de geallieerde aanval moesten opvangen.
De gecombineerde Brits-Franse krijgsmacht wilde graag een tegenaanval doen, maar de coördinatie liet te wensen over. De uiteindelijke tegenaanval zoals die later bekendheid kreeg werd uitgevoerd door het Britse 4e en 7e Royal Tank Regiment, met 58 Matilda I en 16 Matilda II tanks, waarvan alleen de Matilda IIs (uitsluitend in het 7 RTR) uitgerust waren met kanonnen (kleine 2-ponders). Idealiter zou de aanval gecoördineerd zijn met een Franse tegenaanval ten zuiden van de Duitsers (tangbeweging) maar in de praktijk lukte dit niet.
De aanval gebeurde samen met een infanteriemacht, maar deze werd in dekking gedwongen door Duits vuur. De tanks zetten de aanval alleen voort en wisten de Duitse anti-tank eenheden te overlopen: de Duitse anti-tank kanonnen (37mm) waren niet opgewassen tegen de bepantsering van de Britse tanks. De ter plaatse aanwezige Rommel, commandant van het 7e Panzer, tot improvisatie gedwongen, zette zijn luchtafweergeschut in, 88mm Flak. Deze kanonnen bleken wel effectief: in de rest van de oorlog werden deze 88mm kanonnen nog vaak in deze rol ingezet.
De vooruitgetrokken Duitse tanks probeerden terug te komen om de eigen achterhoede te hulp te komen, maar troffen Franse tanks. Tegen de tijd dat zij konden doorbreken hadden de overblijvende Britse tanks zich teruggetrokken.

## Verder
De aanval leidde tot paniek bij het Duitse opperbevel (ver van het front), die zelfs opdracht gaf het offensief te pauzeren. De bevelhebbers ter plaatse waren minder onder de indruk, maar gingen voorzichtig om met negeren van bevelen van hogerhand.
Van Britse kant was dit beperkte succes een toevalstreffer. Het gebrek aan coördinatie was de grootste hinderpaal: op bepaalde momenten schoten Franse en Britse strijdkrachten op elkaar omdat ze niet wisten wie waar was, en ze elkaar niet herkenden.
Wel zorgde deze actie tot een tijdelijke stabilisatie van het front, en gaf het de naar het noorden opgerukte Britse en Franse strijdkrachten tijd om terug te vallen. Zo droeg het aanmerkelijk bij aan het succes van de latere evacuatie bij Duinkerke.
Enkele dagen na het treffen werden het 4 RTR en het 7 RTR tijdelijk samengevoegd: dit vanwege de aanmerkelijke verliezen. Bij de latere evacuatie gingen de overgebleven tanks overigens alsnog verloren: deze konden niet mee terug.